# Franz Arnold Melchers
Franz Arnold Melchers (* 24. Oktober 1765 in Werne; † 18. Februar 1851 in Münster) war katholischer Geistlicher und Weihbischof in Münster.

## Leben
Franz Arnold Melchers besuchte zunächst die Gymnasien in Werl und Rheine. 1788 begann er mit dem Studium der Theologie in Münster. Am 8. April 1789 empfing er die Priesterweihe im Dom zu Münster. Danach wirkte Melchers einige Jahre als Kaplan in Drensteinfurt und Velen, bis er 1795 von Franz von Fürstenberg zum Subregens des Bischöflichen Priesterseminars in Münster berufen wurde. Dieses Amt übte er bis 1823 aus. Daneben war er für acht Jahre Schul- und Konsistorialrat beim Regierungskollegium Münster.
Melchers wurde 1802 Kanoniker am Dom und 1813 von Napoleon zum Domkapitular ernannt. 1825 wurde er von der Theologischen Fakultät in Breslau promoviert. 1826 wurde Melchers von Bischof Kaspar Maximilian Droste zu Vischering zum Generalvikar ernannt.
Am 21. November 1836 wurde Melchers zum Weihbischof in Münster und Titularbischof von Hebron ernannt. Die Bischofsweihe empfing er am 6. Mai 1837 durch den Münsteraner Bischof Kaspar Max Freiherr Droste zu Vischering. 1846 wurde Melchers Dompropst. Nach dem Tod des Bischofs Kaspar Maximilian ernannte auch der Nachfolger Johann Georg Müller Melchers zu seinem Generalvikar. Melchers starb am 18. Februar 1851. Nachfolger im Amt des Generalvikars wurde sein Neffe Paulus Melchers, der später Erzbischof von Köln wurde.
In seiner Geburtsstadt Werne wurde er zum Ehrenbürger ernannt und eine Straße nach ihm benannt.

## Weihehandlungen
- 19. Oktober 1841: Pfarrkirche in Altschermbeck[1]
- 1844: Burgkapelle in Dinklage

## Auszeichnungen
- Roter Adlerorden 2. Klasse

## Veröffentlichungen
- Das National-Concilium zu Paris im Jahre 1811 : Mit authentischen Aktenstücken / Vom Canonicus F. A. Melchers, Subregens im bischöflichen Seminario zu Münster, Münster, Theissing 1814
- Kurze Erklärung der Zeremonien nebst Angabe der Hauptgebete bei der Kirchenweihe : Bei Gelegenheit der feierlichen Einweihung der Pfarrkirche zu Altschermbeck am 19. Oktober 1841, Melchers, Franz Arnold, Münster, 1841